# M/F Maren Mols (1975)
M/F Tama var en ro-pax færge, der var bygget på Helsingør Skibsværft og Maskinbyggeri A/S og afleveret i 1975 til Mols-Linien under navnet "Maren Mols".

## Historie
Den 5.december 1972 udsendte Mols-Linien en pressemeddelelse, at man havde indgået kontrakt med Helsingør Skibsværft og Maskinbyggeri A/S om bygning af to søsterskibe til levering i i november 1974 og april 1975 til overfarten Ebeltoft-Sjællands Odde. Færgerne skulle bygges som tredækker med 2 faste bildæk og et flytbart hængedæk, der ville gøre dem til de største privatejede bilfærger. Begge færger ville få kapacitet til enten 360 personbiler (forberedt på 400) eller 150 personbiler og 28 lastvogne, samt en passagerkapacitet på 1.500. 
Den anden færge der fik byggenummer 406, blev kølstrakt den 7.februar 1974, og ved søsætningen 19.december 1974 blev den navngivet "Maren Mols" og hjemskrevet i Odden Færgehavn. Noget forsinket blev færgen afleveret til Mols-Linien 10.juli 1975 og indsat i trafik på Odden-Ebeltoft dagen efter.

Ombygninger:
"Maren Mols" gennemgik en del ombygninger i sit virke for Mols-Linien. I forbindelse med værftsopholdet i februar 1985 blev der påmonteret et stålskelet på det åbne soldæk ovenover færgens forreste kommandobro, og igennem 3½ måned blev byggearbejdet færdiggjort, så den nye panoramasalon stod klar til sommertrafikken med 216 ekstra siddepladser. 
I 1989 blev den agterste salon på båddækket ombygget til Nauticon-salon, der gav mulighed for at forretningsrejsende og store grupper kunne afholde forretningsmøder mv på sejlturen over Kattegat.

## Salg til Spanien
Som følge af byggeriet af Storebæltsforbindelsen var påbegyndt i juni 1988, blev Mols-Linien tvunget til at foretage kontrahering af ny tonnage til Odden-Ebeltoft, for at kunne stå med gode kort i kampen om kunderne. Det betød at søsterfærgerne "Mette Mols" og Maren Mols" skulle sælges. Kontraheringen af nybygningerne skete den 22.august 1994, og de skulle være klar til drift i sommeren 1996. 
19.marts 1996 fik "Maren Mols" nyt navn, hun kom til at hedde "Maren Mo", da den første nybygning hos Ørskovs Stålskibsværft skulle navngives "Maren Mols". Gamle "Maren Mo" sejlede sin sidste tur mellem Ebeltoft og Sjællands Odde den 18.juni 1996, og blev derefter sejlet til Fredericia Værft hvor færgen gennemgik salgsdokning, da den allerede i slutningen af marts 1996 var blevet solgt til Naviera Armas S.A., Las Palmas, Spanien. Efter ombygning blev færgens nye navn Volcan de Tamasite. Færgen blev indsat i trafik mellem de Kanariske Øer.

## Motorhavari og ophugning
Volcan de Tamasite blev i efteråret 2004 ramt af et alvorligt motorhavari, der betød at Naviera Armas valgte at oplægge færgen med henblik på salg og ændre navnet til "Tamasite", da rederiet havde et nyt skib under bygning og som var tiltænkt navnet Volcan de Tamasite. I oktober måned samme år blev færgen solgt til indiske ophuggere, der i forbindelse med afsejlingen mod Alang i december måned ændrede navnet til Tama. Den 27.januar 2005 ankom Tama til ophugningspladsen på stranden i den indiske by Alang. Ophugningsarbejdet blev derefter påbegyndt.
Søsterskibe: M/F Mette Mols